# 新幾內亞唇銀漢魚
新幾內亞唇銀漢魚，為輻鰭魚綱銀漢魚目虹銀漢魚科的其中一種，分布於巴布亞紐幾內亞Markham及Ramu河流域，體長可達7公分，為熱帶魚類，棲息在水流快速的溪流底中層水域，生活習性不明。

## 擴展閱讀
維基物種上的相關：新幾內亞唇銀漢魚